# Villadia acuta
Villadia acuta là một loài thực vật có hoa trong họ Crassulaceae. Loài này được Moran & Uhl miêu tả khoa học đầu tiên năm 1991.